# Chaetopleura angolensis
Chaetopleura angolensis är en blötdjursart som beskrevs av Thiele 1910. Chaetopleura angolensis ingår i släktet Chaetopleura och familjen Ischnochitonidae.
Artens utbredningsområde är Angola. Inga underarter finns listade i Catalogue of Life.